# Montevideos hamn

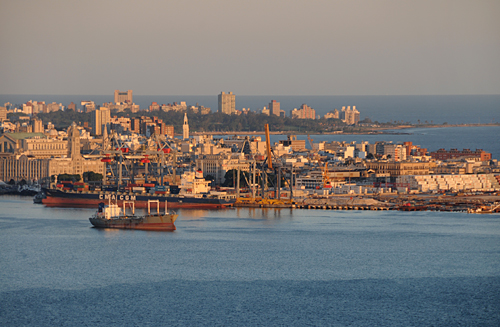
Montevideos hamn

Montevideos hamn (spanska: Puerto de Montevideo) är en hamn i den norra delen av gamla staden i Montevideo i Uruguay, och en av de större hamnarna i Sydamerika. Den spelar en betydelsefull roll i Uruguays ekonomi.

## Historia
Montevideobukten var en av anledningarna till att staden grundades, då den skyddar skeppen naturligt mot stormar, även om bryggor som skyddar mot vågarna också tillkommit senare. Hamnen konkurrerar med Buenos Aires hamn om att vara viktigast i Río de la Plata-området.
Den stora utbyggnaden skede åren 1870-1930. Efter en stor storm 1923 fick dock stora reparationer genomföras. Under andra halvan av 1900-talet har ekonomisk stagnation lett till att utbyggnaden avtagit.

### Fotnoter
1. ↑  ”Puertos de Montevideo”. World Port Source. Arkiverad från originalet den 16 juli 2010. https://web.archive.org/web/20100716122247/http://www.worldportsource.com/ports/URY_Puerto_de_Montevideo_112.php. Läst 27 november 2010.
2. 1 2  Pierre Gautreau. ”La Bahía de Montevideo: 150 años de modificación de un paisaje costero y subacuático” (på spanska) (PDF). Véase página 3 del archivo. http://elgateado.free.fr/mesdocuments/Bahia-alta-resolucion.pdf. Läst 19 september 2012.